# Dunia Susi
Dunia Susi  (* 10. August 1987 in Enfield, London, Vereinigtes Königreich) ist eine englische Fußballspielerin.  Sie spielte zuletzt für Notts County. Für die englische Nationalmannschaft spielte sie erstmals 2009. Im Verein spielt sie im Angriff, in der Nationalmannschaft in der Abwehr. Sie studiert an der University of Westminster Wirtschaftswissenschaften.

## Karriere
Susi begann mit dem Fußballspielen in einer Knabenmannschaft ihrer Schule und spielte für die U-12- und U-14-Mannschaften der Enfield Ladies, wobei sie 96 Tore in einer Saison erzielte. Später spielte sie bei drei größeren Londoner Vereinen: Mit 17 gab sie ihr Debüt bei den Arsenal Ladies, für die sie in der Saison 2004/05 spielte. In der Saison 2005/06 spielte sie beim Fulham Ladies FC und von 2006 bis 2010 bei den Chelsea Ladies. 2008 machte sie wie viele englische Spielerinnen einen Abstecher in die USA und spielte für Richmond Kickers Destiny in der W-League. 2011 spielte sie für die Birmingham City Ladies, kehrte dann aber zu Chelsea zurück. Zur Saison 2014 wechselte sie zu Notts County.
Susi  spielte in den englischen U-19- und U-23-Mannschaften. Am 16. Juli 2009 debütierte Susi beim Spiel gegen Island in der englischen A-Nationalmannschaft. Die WM 2011 ist ihr erstes großes Turnier für das sie nominiert wurde.  Sie kam aber als einzige Feldspielerin des englischen Kaders zu keinem Einsatz bei der WM.
Susi stand auch im Kader des Team GB, das an den Olympischen Spielen in London teilnahm. Sie kam aber nicht zum Einsatz.
In der Qualifikation für die EM 2013 hatte sie einen Einsatz und sie wurde auch für die EM nominiert. Bei der EM, bei der die Engländerinnen nach den Gruppenspielen ausschieden, kam sie nicht zum Einsatz. In der folgenden Qualifikation für die WM 2015 wurde sie für drei Spiele im Mai und Juni 2014 nominiert, aber nicht eingesetzt. Für die WM wurde sie nicht nominiert.

## Erfolge
- Zypern-Cup Sieger 2013